# Grigorij Eduardovics Szuk
Grigorij Eduardovics Szuk (orosz betűkkel: Григорий Эдуардович Сук; Rasszudovo, 1896. december 12. – Radóc, 1917. november 28.)  orosz katonai pilóta, zászlós, 9 hivatalos légi győzelmet elérő ász volt.

## Élete
1896-ban született a Moszkva környéki Rasszudovo birtokon. Apja a cseh származású Eduard Ivanovics Szuk erdész és tudós, anyja Ljubov Oszipovna Szorokina házitanítónő. Két fiútestvére volt: Borisz és Alekszej. Gyermekkorát Rasszudovóban, valamint  a Bahrusinye és Groki birtokokon töltötte. Az alapfokú képzést otthon a tanító anyjától kapta. Moszkvában járt gimnáziumba, melyet 1913-ban végzett el. Ezt követően festészetet tanult és építésznek kélszült. 1914-ben azonban kitört az első világháború, Szuk pedig hazafias lelkesedésből önként jelentkezett a cári hadseregbe.

### Az első világháborús pilótaévei
Az orosz légierő pilótája volt, és Nieuport 11-es vadászgépével első győzelmét egy Hansa-Brandenburg C.I-es osztrák–magyar vadászgép ellen szerezte meg. Ez 1917. április 17-én történt. Az orosz fronton nagy bátorsággal támadta az osztrák-magyar illetve német repülőket és többet le is lőtt közülük. Szolgálatát a 9. hadtest pilótájaként teljesítette, de Nieuportján kívül repült még Vickers F.B.19-vel és SPAD VII-el is. Utolsó győzelmét 1917. november 10-én szerezte meg, Radóc közelében. Szerencséje azonban november 17-én elhagyta mert (valószínűleg a gép meghibásodott) gépe élesen becsapódott a földbe, Szuk pedig repülőhalált halt.

### Győzelmei
| Sorszám | Dátum                | Beosztási hely | Repülőgépe  | Ellenfél              |
| 1       | 1917. március 26.    | 9. hadtest     | Nieuport 11 | Hansa-Brandenburg C.I |
| 2       | 1917. április 17.    | 9. hadtest     | Nieuport 11 | Two-Seater            |
| 3       | 1917. augusztus 8.   | 9. hadtest     | Nieuport 11 | Offeag C.II           |
| 4       | 1917. szeptember 4.  | 9. hadtest     | Vickers F.B | Two-Seater            |
| 5       | 1917. szeptember 12. | 9. hadtest     | Vickers F.B | Two-Seater            |
| 6       | 1917. október 14.    | 9. hadtest     | SPAD VII    | Two-Seater            |
| 7       | 1917. november 4.    | 9. hadtest     | SPAD VII    | Scout                 |
| 8       | 1917. november 8.    | 9. hadtest     | SPAD VII    | EA                    |
| 9       | 1917. november 10.   | 9. hadtest     | SPAD VII    | Hansa-Brandenburg C.I |

## Külső hivatkozások
- Orosz pilóták a wio.ru honlapján (angol nyelven) (PHP). Wio. (Hozzáférés: 2011. január 24.)
- Életrajza az Airwar.ru weboldalon (orosz nyelven) (PHP). Airwar.ru. (Hozzáférés: 2011. január 25.)